# Tengo miedo torero (película)
Tengo miedo torero es una película dramática chilena dirigida por Rodrigo Sepúlveda con un guion adaptado de la novela homónima escrita por Pedro Lemebel. 

## Producción
Desde hace muchos años, se manejaba la idea de adaptar al cine la icónica novela del artista chileno Pedro Lemebel. El director Rodrigo Sepúlveda y Lemebel estuvieron fuertemente implicados en la idea. Hubo muchas razones por las cuales se aplazó el proyecto, incluyendo falta de financiamiento, desacuerdos entre las partes, derechos de autor para el trabajo cinematográfico, la autoría del guion, etc. 
Había mucha especulación sobre los problemas entre todo el mundo implicado en algo que el productor una vez llamó su "proyecto más ambicioso a la fecha." Las complicaciones lograron un punto cúlmine tras el fallecimiento de Lemebel en 2015.
Finalmente en 2019 fue anunciado que después de firmar un preacuerdo, la filmación empezaría a cargo del director Rodrigo Sepúlveda y con un reparto encabezado por el actor chileno Alfredo Castro (de acuerdo a los propios deseos de Lemebel). Al mismo tiempo, se informó que dos músicos y compositores de Argentina y Chile se encargarían de la música: la música incidental a cargo de Pedro Aznar y el arreglo y selección de canciones (una parte fundamental del trabajo entero) por Manuel García. Además hay canciones del cantaor flamenco Diego El Cigala y de la cantautora peruana Eva Ayllón.
Posteriormente, el actor mexicano Leonardo Ortizgris (Museo) y la argentina Julieta Zylberberg (Relatos salvajes) se unieron al reparto, el cual incluyó a los actores chilenos Sergio Hernández (Gloria), Luis Gnecco (Neruda, El bosque de Karadima) y Amparo Noguera (Tony Manero).

## Argumento
En Chile, año 1986 y en plena dictadura de Augusto Pinochet, se desenlaza historia de un amor platónico entre "la Loca del Frente" (Castro), una vieja travesti quien se dedica a bordar manteles para esposas de militares y vive en un empobrecido cité de Santiago, y el joven Carlos (Ortizgris), un guerrillero mexicano del Frente Patriótico Manuel Rodríguez. Estos se encuentran luego de que La Loca escapara de un club nocturno allanado por Carabineros de Chile en pleno show, asesinando a algunas de las locatarias, travestis, ahí presentes. La posterior persecución de las fuerzas policiales a las personas que huían del local provocan que Carlos, quien merodeaba por la calle encontrara y escondiera a la mujer, acción que terminaría enamorándola del desconocido.
Con el pasar de los días, la relación entre ambos empieza a cambiar de un encuentro fortuito, a ser amigos cercanos, pero con La Loca coqueteándole cada vez que puede. Con tal de seguir viendo a su “príncipe”, empieza a cumplirle favores que terminarán vinculándola con la planificación del Frente Patriótico para asesinar a Pinochet.

## Reparto
- Alfredo Castro como "la loca del frente"
- Leonardo Ortizgris como "Carlos"
- Julieta Zylberberg como "Laura"
- Amparo Noguera como "Doña Olguita"
- Sergio Hernández como "Rana"
- Luis Gnecco como "Myrna"
- Ezequiel Díaz como "Lupe"
- Paulina Urrutia como "Doña Clarita"
- Gastón Salgado como " Cafiche"
- Erto Pantoja como "Guardaespaldas"
- Victor Montero como "Militar 1"
- Jaime Leiva como "Militar 2"
- Daniel Antivilo como "Toñita"
- Marcelo Alonso como "Chica del coro 1"
- Pedro Fontaine como "Chica del coro 2"
- Manuel Peña como "Chica del coro 3"
- Paula Leoncini como  "Mujer detenida"

## Estreno
La película lanzó su tráiler el 19 de junio de 2020. Un mes después, fue anunciada su selección para competir en la sección Giornate degli Autore de la 77° versión del Festival Internacional de Cine de Venecia, estrenándose en la función de prensa e industria del certamen el 3 de septiembre de 2020.
El fin de semana del 12 y 13 de septiembre de 2020 tuvo lugar un preestreno vía streaming en Chile, alcanzándose, según datos entregados por la productora que no han sido verificados por un tercero, las 55 mil conexiones por dispositivo encendido entre ambos días, calculándose unos 200 mil espectadores por parte de la productora.